# Auersperg
Auersperg (slovensk: Turjaški) er en østrig-ungarsk og tysk adelslægt (uradel). Slægten har produceret mange feltherrer, politikere og statsmænd i Kejserriget Østrig. Især i 15- og 1600-tallet spillede slægtens medlemmer en vigtig rolle som øverkommanderende ved den kroatiske grænse i krigene mod osmannerne. Slægten har også støttet protestantisme, litteratur og kunst. Efterkommere af slægten lever i dag i Østrig, Slovenien, Italien, Tyskland, England, USA, Canada og Sydamerika.